# Australisk skarpnoshaj
Australisk skarpnoshaj (Rhizoprionodon taylori) är en art gråhajar som lever i de tropiska vattnen runt Australiens övre kuster, mellan latituderna 8° N och 28° S. Den kan bli 88 cm lång. Den äter troligen fiskar, kräftdjur, snäckor och tvågälade bläckfiskar.
Denna haj har en gråbrun ovansida och en vit undersida.
Arten når i sydväst kusten vid Carnarvon Shire och i sydost Moreton Bay Region. Denna haj når ett djup av 110 meter.
Honor lägger inga ägg utan föder upp till 10 ungar efter cirka 11,5 månader (inklusive en 7 till 8 månader lång paus). De nyfödda ungarna är 22 till 28 cm långa. Individerna blir könsmogna när de är 43 till 60 cm långa och ett år gamla. Australisk skarpnoshaj kan leva sju år.
Flera exemplar fångas som bifångst under fiske på andra arter. Antagligen påverkas beståndet obetydlig. IUCN listar arten som livskraftig (LC).